# Revenant - Redivivo
Revenant - Redivivo (The Revenant) è un film del 2015 diretto da Alejandro González Iñárritu.
Scritto dallo stesso González Iñárritu e da Mark Lee Smith e distribuito dalla 20th Century Studios, è in parte basato sul romanzo Revenant - La storia vera di Hugh Glass e della sua vendetta (2002, edito in Italia da Einaudi nel 2014) di Michael Punke ed è parzialmente ispirato alla vita del cacciatore di pelli Hugh Glass, vissuto a cavallo tra il Settecento e l'Ottocento e che, nel 1823, durante una spedizione commerciale lungo il Missouri, fu abbandonato in fin di vita dai suoi compagni, riuscendo a sopravvivere. Il soggetto è già stato usato da un'altra pellicola, Uomo bianco, va' col tuo dio (Man in the Wilderness) del 1971, così da poter considerare Revenant un remake dello stesso.
Il film, che vede come protagonista Leonardo DiCaprio, affiancato da Tom Hardy, Will Poulter e Domhnall Gleeson, ha vinto molti premi: 3 Golden Globe su 4 nomination, 5 premi BAFTA su 9 nomination e 3 Premi Oscar su 12 candidature ottenute, incluso l'Oscar al miglior attore a Leonardo DiCaprio, che con questo film ottiene la sua prima vittoria agli Oscar.

## Trama
(Hugh Glass al capitano Henry)
Nord Dakota, 1823: l'esploratore Hugh Glass, assunto come guida per una battuta di caccia alla ricerca di pelli e pellicce, sfugge a un attacco di indiani Arikara, durante il quale vengono uccisi 33 uomini della spedizione. Con lui si salvano una dozzina di uomini, tra cui anche il figlio adolescente Hawk, avuto dalla moglie, una donna Pawnee, uccisa anni prima durante un attacco di soldati statunitensi al loro villaggio indiano. Preoccupati dal fatto che gli indiani siano sulle loro tracce, gli uomini (su consiglio di Glass stesso) abbandonano la barca su cui stanno ridiscendendo il fiume, nascondono le pelli salvate dall'attacco degli indiani e decidono di tornare al loro villaggio a piedi, preferendo la prospettiva di settimane di cammino al freddo alla possibilità di venire intercettati e attaccati lungo il corso del fiume.
Sulla via del ritorno Glass viene aggredito e gravemente ferito da una femmina di orso grizzly, particolarmente aggressiva in difesa del cucciolo. Glass, nonostante la gravità delle ferite subite, riesce ad abbattere l'animale, colpendolo dapprima con una fucilata e successivamente con il suo coltello. Il comandante della missione, Capitano Henry, pur soccorrendolo, medicandolo e cercando in tutti i modi di curarlo, lo crede in punto di morte e anche i compagni di viaggio credono che lo sventurato possa sopravvivere solo per alcuni giorni. Non essendo trasportabile, lo lasciano in compagnia del figlio Hawk, del giovane e premuroso Bridger e del cacciatore Fitzgerald, ordinando ai tre di assisterlo sino all'ultimo momento, per poi dargli una degna sepoltura. In cambio di ciò il capitano ha promesso loro 100 dollari a testa ma i due giovani hanno rinunciato al proprio compenso in favore di Fitzgerald.
Costui, rimasto unicamente per la tripla ricompensa in denaro, si dimostra spietato e insofferente. Approfittando della momentanea assenza dei due ragazzi, il cacciatore, dopo aver istigato al suicidio Glass, facendo leva sul fatto che la sua morte avrebbe comportato maggiori possibilità di sopravvivenza per il figlio Hawk, cerca di soffocarlo per poter tornare all'accampamento il prima possibile e ritirare il compenso di 300 dollari pattuito; viene tuttavia scoperto da Hawk, che tenta di fermarlo, venendo a sua volta accoltellato a morte dal cacciatore. Tutto questo sotto gli occhi del moribondo Glass che, troppo debilitato dalle ferite, non può fare niente per il figlio. Fitzgerald nasconde quindi il cadavere del ragazzo e inganna Bridger, dicendogli dapprima di aver perso di vista Hawk e poi di avere abbandonato Glass in una fossa improvvisata avendo scorto una ventina di Arikara a poca distanza.
Glass però, dopo essere uscito a fatica dalla fossa e aver giurato vendetta sul corpo del figlio, si trascina per i boschi, cercando di sopravvivere con ogni mezzo. Incrocia più volte gli Arikara a cavallo, sfuggendo alla cattura. Dopo giorni trascorsi tra dolore, stenti e gelide tormente, viene sfamato e curato da un solitario indiano Pawnee - che ha perso la famiglia e vuole ricongiungersi con la sua tribù - con il quale stringe amicizia. I due proseguono insieme il loro viaggio verso sud, finché non vengono sorpresi da una tormenta di neve. Glass, debilitato dalle ferite in suppurazione, viene curato dall'indiano e lasciato al riparo sotto una capanna improvvisata, dove l'uomo può riposare, riscaldarsi e proseguire il processo di guarigione.
Al risveglio Glass, rimasto solo, prosegue nel suo cammino, finché si imbatte in un gruppo di cacciatori francesi che avevano appena impiccato il suo compagno indiano. Scopre inoltre che il gruppo di uomini ha rapito la figlia di un capo Arikara. Glass cerca di rubare loro il cavallo che era stato sottratto all'amico indiano ma viene scoperto; per sfuggire ai cacciatori francesi ne uccide tre, riuscendo anche a liberare la donna che prima di scappare evira il capo-spedizione francese da cui era stata in precedenza violentata. Poco dopo Glass, nel tentativo di evitare un nuovo agguato da parte di indiani Arikara, cade in sella al cavallo in un precipizio, venendo fortunosamente salvato da un albero e dalla neve fresca che ne attutisce gli urti e si ripara dal gelo notturno rannicchiandosi nel ventre del cavallo morto.
Nel frattempo uno dei francesi sopravvissuti all'attacco raggiunge il forte dove stazionano i compagni di Glass. Bridger nota per caso la borraccia di Glass, caduta all'uomo misterioso autore dell'agguato al loro campo. Il capitano Henry suppone che la borraccia appartenga a Hawk, che crede sopravvissuto alle intemperie, e decide di mandare un gruppo di uomini alla sua ricerca. A tarda notte il gruppo di cacciatori si imbatte invece in Glass, che, affamato ed esausto, viene condotto al forte. Dopo avere scagionato Bridger dalle accuse di tradimento e abbandono, Glass parte insieme al capitano Henry alla ricerca di Fitzgerald, che nel frattempo aveva svaligiato la cassaforte del capitano Henry ed era fuggito nei boschi. Separatisi alla ricerca di tracce del fuggiasco, Henry viene ucciso da Fitzgerald con un colpo di fucile alla testa. Glass, rinvenuto il cadavere del compagno, ne carica il corpo sul secondo cavallo e continua l'inseguimento.
Grazie ad uno stratagemma, Glass riesce a ingannare il cacciatore, facendolo avvicinare e impegnandolo in una feroce lotta corpo a corpo. Seppur gravemente ferito nello scontro, Glass riesce a prevalere, rinunciando poi alla propria vendetta e affidando l'incombenza a un gruppo di indiani Arikara sopraggiunti, fra i quali vi è anche la figlia del capo liberata. Fitzgerald viene scalpato e sgozzato secondo le usanze indiane, prima di essere lasciato in balia delle correnti del fiume. Ottenuta giustizia, Glass, a cui gli indiani risparmiano la vita, sembra  abbandonato dalle forze straordinarie generate dalla rabbia e dalla sete di vendetta. Il film si chiude così, con il protagonista spossato e sofferente piegato sulla neve, confortato dalla visione della moglie morta, non si sa se in attesa della propria fine o sulla via di un possibile ritorno.

## Produzione

### Sviluppo

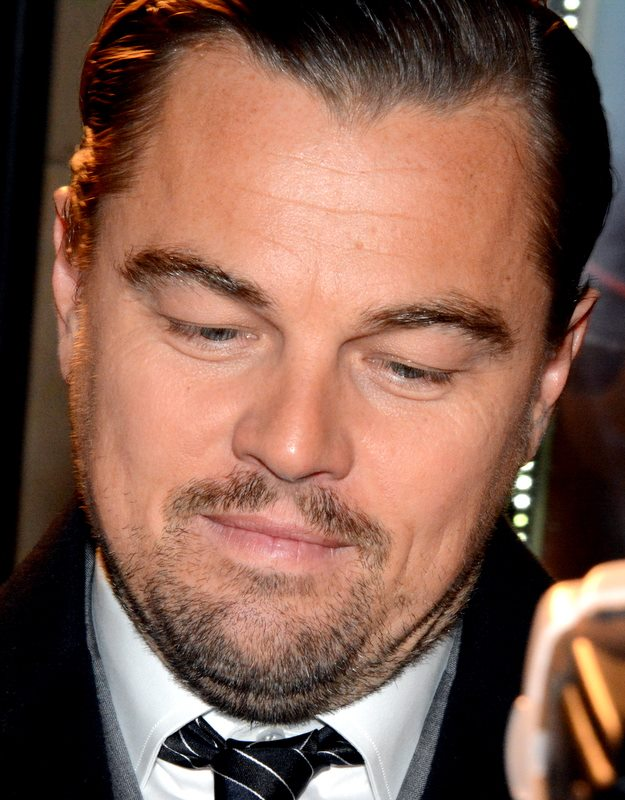
Leonardo DiCaprio al Le Grand Rex di Parigi per la première francese di Revenant - Redivivo nel gennaio 2016.

Lo sviluppo del progetto cominciò nell'agosto 2001, quando il produttore Akiva Goldsman acquistò i diritti del libro inedito The Revenant di Michael Punke. Dave Rabe scrisse la sceneggiatura, e la regia venne affidata a Park Chan-wook, che pensò subito a Samuel L. Jackson come protagonista. Park in seguito lasciò il film.
Il progetto entrò in pausa fino al 2010, quando Mark L. Smith scrisse una nuova sceneggiatura del film per l'Anonymous Content di Steve Golin. Nel maggio 2010 Smith rivelò che John Hillcoat era in trattative per dirigere il film e Christian Bale per interpretare il protagonista. Nell'ottobre 2010 Hillcoat lasciò il progetto. Jean-François Richet venne considerato come possibile sostituto, ma nell'agosto 2011 Alejandro González Iñárritu firmò per la regia. A novembre la New Regency Productions si unì alla produzione con Anonymous Content, e la 20th Century Fox fu confermata come distributrice del film. Nei giorni seguenti Iñárritu disse di volere Leonardo DiCaprio e Sean Penn in due ruoli principali.
Una volta che Alejandro González Iñárritu venne confermato come regista del film, iniziò a lavorare sulla sceneggiatura del film e sulla scrittura del copione. In un'intervista su Creative Screenwriting, Smith dichiarò che nel corso di questo processo creativo gli sorsero vari dubbi, che lo portarono alla conclusione che Iñárritu non sarebbe stato in grado di filmare alcune delle sequenze che aveva scritto. Mark ricordò inoltre: «Avevamo buttato giù qualche idea, ma non eravamo ancora soddisfatti, e io continuavo a dire "Alejandro, non ne possiamo tirare fuori niente. Non sta andando bene" e lui invece mi disse: "Mark, credimi, siamo in grado di farlo". Alla fine, aveva ragione.»
Il film fu nuovamente messo in pausa nel marzo 2012, poiché la New Regency assunse Iñárritu per dirigere un adattamento di Film-Flam Man di Jennifer Vogel. A dicembre dello stesso anno Iñárritu rivelò che il suo prossimo progetto sarebbe stato Birdman, film grazie al quale vincerà l'Oscar per la miglior regia, indicando però anche che dopo Birdman avrebbe girato The Revenant.

### Cast
Nell'aprile 2014 la rivista The Hollywood Reporter ha annunciato che l'attore Leonardo DiCaprio aveva firmato per il ruolo di protagonista nel film, con le riprese che avrebbero dovuto aver inizio il successivo settembre. L'attore, in un primo momento, era stato scritturato da Danny Boyle per interpretare il fondatore della Apple Inc. Steve Jobs nel film Steve Jobs del 2015, ma in seguito DiCaprio decise di partecipare alle riprese di The Revenant e rifiutò la parte, che andò invece a Michael Fassbender. Lo stesso successe per il co-protagonista Tom Hardy, che declinò l'invito da parte di David Ayer di vestire i panni di Rick Flagg in Suicide Squad, ruolo poi assegnato a Joel Kinnaman.
Nel giugno del 2014 Will Poulter è entrato a far parte del cast del film, e nei mesi successivi sono stati confermati come personaggi della pellicola anche Domhnall Gleeson nei panni del capitano Andrew Henry, Brad Carter e Kristoffer Joner, che ha rifiutato il ruolo di protagonista nell'adattamento cinematografico di Doctor Proctor's Fart Powder per apparire nel film per interpretare Murphy.

### Riprese
Il film è stato girato principalmente nella Columbia Britannica, a Calgary, nei Mammoth Studios di Burnaby (sempre nella Columbia Britannica). Le riprese del film sono iniziate ufficialmente il 22 settembre 2014, e in origine avrebbero dovuto concludersi entro marzo 2015; tuttavia González Iñárritu dichiarò che la lavorazione sarebbe durata fino ad aprile-maggio, "perché giriamo davvero per poche ore al giorno. Ma è stato chiaro fin dall'inizio che avremmo avuto piccoli momenti preziosi un po' alla volta: era tutto programmato. Questo non solo per creare più intensità, ma anche per le condizioni climatiche. Stiamo girando in paesaggi così remoti che per raggiungerli impieghiamo il 40% della giornata. Quei posti, però, sono così meravigliosi e potenti che sembrano immacolati, mai toccati dall'uomo, ed è ciò che ho sempre voluto".

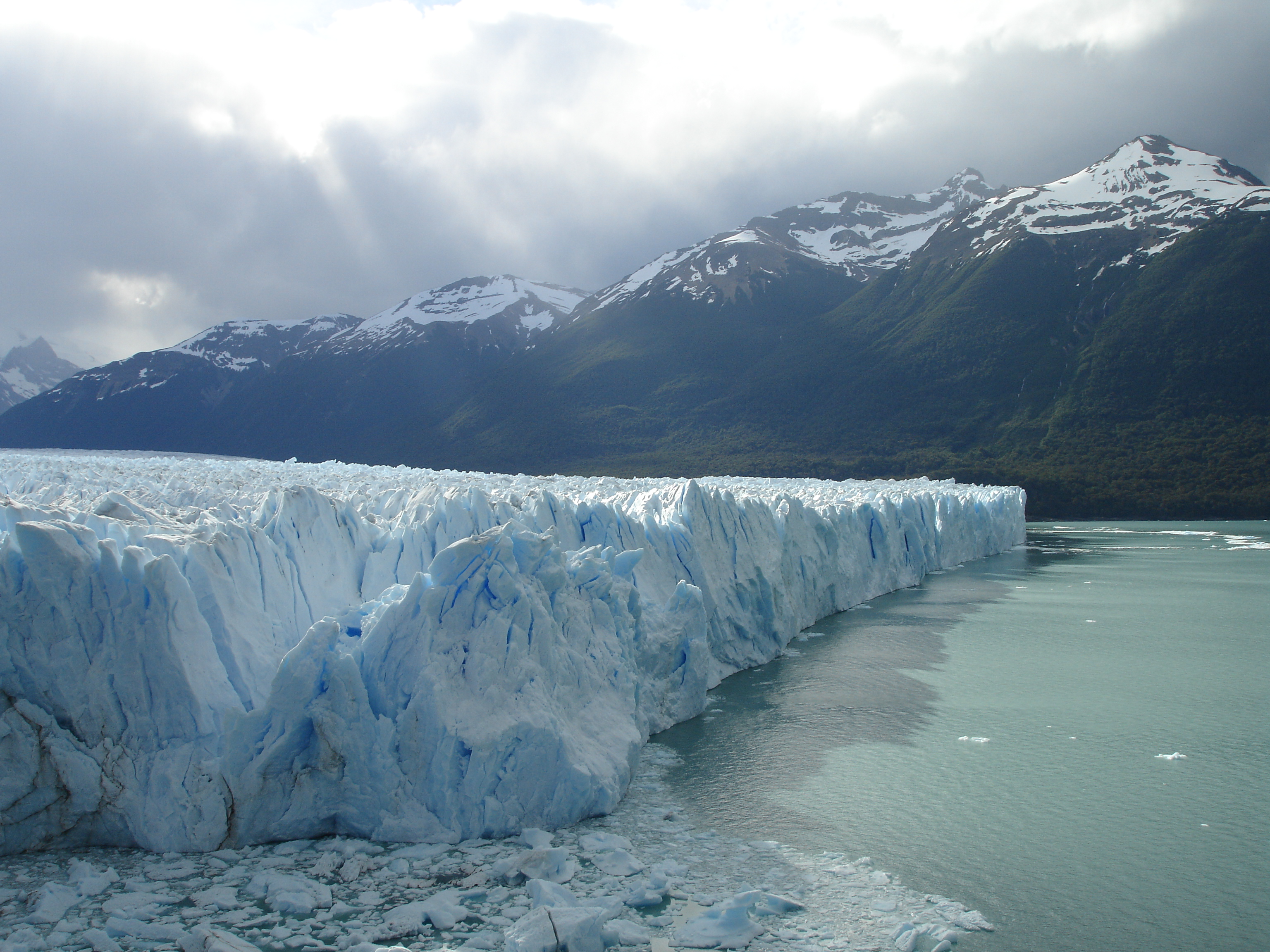
Il Perito Moreno, in Argentina, luogo di riprese del film

González Iñárritu ha rivelato che il film è stato girato interamente con luce naturale, indicando inizialmente che avrebbe voluto girare il film in ordine cronologico, dalla prima all'ultima scena, scelta che però avrebbe portato a un aumento del budget del film di circa 7 milioni di dollari. Hardy ha indicato che il film non è stato girato in ordine cronologico a causa delle condizioni meteorologiche. Nell'ottobre 2015 Gonzáles Iñárritu ha tuttavia affermato che il film è stato girato in ordine cronologico. Il direttore della fotografia Emmanuel Lubezki, vincitore dell'Oscar per la "Miglior fotografia", parlando dello svolgimento delle riprese, ha spiegato che le condizioni ambientali sono state uno dei problemi principali: "Stiamo lavorando molto in esterno con la luce naturale" e "la temperatura è scesa fino a -30°, e abbiamo avuto delle difficoltà con le attrezzature. A un certo punto è diventato così freddo che i nostri schermi si sono bloccati".
Nonostante la produzione avesse pianificato di girare l'intero film in Canada, l'arrivo della primavera e del caldo ha costretto la troupe a spostarsi nella Terra del Fuoco, in Argentina (a Ushuaia, precisamente), per girare le ultime sequenze.
Nell'ottobre 2015 viene riportato che il budget del film era stato aumentato dagli iniziali $60 milioni a $95 milioni, e per la fine delle riprese aveva raggiunto i $135 milioni. Iñárritu ha affermato che alcuni membri della troupe hanno lasciato il film a causa delle troppe difficoltà incontrate durante le riprese, spiegando che "come regista, se noto un violino che non è accordato, è mio compito portarlo via dall'orchestra". Brad Weston, presidente e CEO della New Regency, ha spiegato che le riprese sono state difficili a causa dell'ambiziosa natura del film. Iñárritu ha insistito molto sul fatto di non volere utilizzare la CGI, affermando: "Se usassimo il green screen saremmo tutti a divertirci con il caffè in mano, sarebbero tutti felici, ma molto probabilmente il film sarebbe una merda". Le riprese del film sono terminate nell'agosto 2015.
Leonardo DiCaprio ha rivelato in più interviste alcuni dettagli sulle difficoltà che ha dovuto affrontare per interpretare il ruolo di Hugh Glass. Nell'ottobre 2015 ha spiegato a Wired che durante le riprese ha dovuto indossare una pelliccia d'alce e una di orso pesanti 45 chili, e che ha rischiato più volte di cedere all'ipotermia, mentre un mese dopo dichiarò di aver lavorato anche quando aveva la febbre alta, in modo da sfruttare ogni malanno per rendere ancora più autentica la sua interpretazione; la tosse continua che si sente nel film non è infatti simulata, bensì la bronchite che DiCaprio si è procurato a -40 °C.

## Colonna sonora
La colonna sonora di The Revenant è stata curata dal musicista giapponese Ryūichi Sakamoto, in collaborazione con il chitarrista e frontman dei The National, Bryce Dessner, e con il compositore tedesco Carsten Nicolai, meglio conosciuto come Alva Noto.
La gran parte dei brani contenuti al suo interno è stata incisa e registrata ai Seattlemusic Scoring Stage, a Seattle, nello Stato di Washington, e vantarono la partecipazione dei Northwest Sinfonia, un'orchestra sinfonica locale. Le sedute sono state dirette dallo stesso Sakamoto. Il maestro André de Ridder si è invece occupato della direzione degli Stargaze, un'altra orchestra di Berlino formata da 25 elementi. Alcune delle tracce dell'album, che sono ben 23, sono state oggetto di revisione da parte di Ludovic Morlot, che diresse l'Orchestra Sinfonica di Seattle, per l'incisione del brano Become Ocean, mentre la compositrice francese Éliane Radigue curò la realizzazione di Jetsun Mila.
The Revenant Soundtrack è stata pubblicata per il download il 25 dicembre 2015, stesso giorno dell'uscita della pellicola negli Stati Uniti, mentre l'8 gennaio è stata messa in commercio anche sotto forma di CD. La Milan Records pubblicherà anche il formato vinile della raccolta, la cui uscita è prevista per l'aprile 2016.

## Promozione
(Tagline del film)
Il 21 gennaio 2015 sono state rese pubbliche le prime immagini del film che raffigurano l'attore Leonardo DiCaprio insieme al regista Alejandro González Iñárritu. Il successivo 23 aprile è stato quindi mostrato al CinemaCon 2015 un breve frammento del film in cui figurano DiCaprio, Tom Hardy e Will Poulter. Il 17 luglio 2015 viene pubblicato il primo trailer del film. La versione italiana viene pubblicata il 23 luglio seguente.
Il 15 gennaio 2016 Leonardo DiCaprio, Alejandro González Iñárritu e gran parte del cast sono sbarcati in Italia per la première europea del film, che si è tenuta alla Casa del cinema di Roma.

## Distribuzione
Il film venne proiettato in anteprima al TCL Chinese Theatre, ad Hollywood, il 16 dicembre 2015, ed è stato distribuito in maniera limitata nelle sale cinematografiche statunitensi il 25 dicembre 2015, esattamente due anni dopo l'uscita di The Wolf of Wall Street, seguito poi dall'uscita in tutti gli Stati Uniti d'America l'8 gennaio 2016.
The Revenant è stato distribuito in tutto il mondo tra dicembre 2015 ed inizio 2016 nelle seguenti date:
- 25 dicembre 2015 negli Stati Uniti
- 7 gennaio 2016 in Australia (The Revenant), Germania (The Revenant - Der Rückkehrer), Russia (Выживший), Singapore, Ucraina (Легенда Г'ю Глассаe) e Kuwait.
- 8 gennaio 2016 in Canada (Le Revenant), Hong Kong, Islanda e Taiwan.
- 14 gennaio 2016 in Corea del Sud, Repubblica Ceca (Revenant: Zmrtvýchvstání), Ungheria (A visszatérő) e Slovacchia.
- 15 gennaio 2016 in Estonia (Mees, kes jäi ellu), Gran Bretagna e Irlanda (The Revenant).
- 16 gennaio 2016 in Italia (Revenant - Redivivo) e Paesi Bassi.
- 21 gennaio 2016 in Brasile (O Regresso), Cile (Revenant: El Renacido), Cambogia, Croazia (Povratnik), Danimarca, Grecia (Η επιστροφή), Israele (Haish Shnolad Mehadash), Macedonia, Portogallo (The Revenant: O Renascido), Serbia (Povratnik) ed Uruguay.
- 22 gennaio 2016 in Austria, Bulgaria (Завръщането), Lettonia, Norvegia, Romania, Pakistan e Turchia (Dirilis).
- 27 gennaio 2016 in Belgio e Filippine.
- 28 gennaio 2016 in Kazakistan, Argentina, Messico (Revenant: El Renacido) e Bosnia Erzegovina.
- 29 gennaio 2016 in Finlandia, Polonia (Zjawa), Lituania (Hju Glaso legenda), Svezia e Venezuela.
- 3 febbraio 2016 in Indonesia.
- 4 febbraio 2016 in Colombia, Malaysia e Thailandia.
- 5 febbraio 2016 in Spagna (Revenant: El Renacido), Sudafrica e Vietnam.
- 24 febbraio 2016 in Francia.
- 26 febbraio 2016 in India.
- 18 marzo 2016 in Cina.
- 22 aprile 2016 in Giappone.

In Italia l'uscita cinematografica era originariamente prevista per il 14 gennaio 2016. È stata in seguito posticipata di due giorni per un ritardo nella programmazione dell'anteprima stampa del film, tenutasi poi a Roma il 15 gennaio 2016.

### Edizione italiana
La direzione del doppiaggio e i dialoghi italiani sono a cura di Massimo Giuliani, con l'assistenza di Eleonora Erin, per conto della Int. Prod. Time Out di Roma. La sonorizzazione, invece, venne affidata alla CDC Sefit Group e alla 20th Century Fox, la quale è stata responsabile anche della sua distribuzione nei cinema italiani in 500 copie.

### Edizioni home video
Il film è stato distribuito per il mercato home video in due formati, DVD, Blu-Ray Disc e Blu-Ray UHD 4K, disponibili negli Stati Uniti d'America a partire dal 19 aprile 2016, mentre la in Italia dal 5 maggio 2016.
Il film è stato reso disponibile su Disney+ tramite la sezione Star il 18 marzo 2022.

## Accoglienza

### Incassi
Revenant - Redivivo, costato oltre 135 milioni di dollari, al 20 marzo 2016 ha registrato un incasso totale pari a oltre $532 950 503 in tutto il mondo, superando i €16 601 220 in Italia.

### Critica
Il film ha ricevuto responsi positivi dalla critica internazionale, con particolari lodi alle performance di Leonardo DiCaprio e Tom Hardy, la fotografia di Emmanuel Lubezki e la direzione di Iñárritu con i suoi lunghi piani sequenza. Sull'aggregatore di recensioni Rotten Tomatoes, il film ha raccolto un indice di gradimento dell'82% calcolato sulla base di 302 recensioni e con un voto medio di 7,9/10. Il commento sul sito recita: "Per quanto crudo possa essere il film in alcune scene, The Revenant utilizza al meglio il talento di DiCaprio come un combustibile per creare un dramma coinvolgente che offre una suspense senza fine". Secondo Metacritic il film ha un voto medio di 76 su 100, sulla base di 50 recensioni, punteggio indicante "recensioni generalmente favorevoli".
Peter Travers del Rolling Stone ha definito la recitazione di DiCaprio «uno spettacolo virtuoso, emozionante nella sua forza bruta e nella sua eloquenza silenziosa». David Edelstein, scrivendo per il New York Magazine, ha descritto il film come un «tour de force, cupo come l'inferno, ma decisamente più bello», mentre Stephanie Zacharek del Time, nella sua recensione, ha scritto che «Iñárritu potrebbe essere uno dei più grandi registi in futuro. Non c'è dubbio che The Revenant possa essere una svolta nella sua carriera». Richard Brody del The New Yorker è stato critico del film, non risparmiandosi però in complimenti riguardo alle «pittoresche immagini di Lubezki, quasi teatrali, perfette come cornice per un film freddo e affascinante al punto giusto».
Il film staziona al 207º posto della classifica Top 250 di Internet Movie Database.

## Riconoscimenti
- 2016 – Premio Oscar
  - Miglior regia a Alejandro González Iñárritu
  - Miglior attore protagonista a Leonardo DiCaprio
  - Miglior fotografia a Emmanuel Lubezki
  - Candidatura per il miglior film a Arnon Milchan, Steve Golin, Alejandro González Iñárritu, Mary Parent, e Keith Redmon
  - Candidatura per il miglior attore non protagonista a Tom Hardy
  - Candidatura per il miglior montaggio a Stephen Mirrione
  - Candidatura per la miglior scenografia a Jack Fisk
  - Candidatura per i migliori costumi a Jacqueline West
  - Candidatura per il miglior trucco a Siân Grigg, Duncan Jarman e Robert Pandini
  - Candidatura per i migliori effetti speciali a Richard McBride, Matt Shumway, Jason Smith e Cameron Waldbauer
  - Candidatura per il miglior sonoro a Jon Taylor, Frank A. Montaño, Randy Thom e Chris Duesterdiek
  - Candidatura per il miglior montaggio sonoro a Martin Hernandez e Lon Bender
- 2016 - Golden Globe
  - Miglior film drammatico
  - Miglior regista a Alejandro González Iñárritu
  - Miglior attore in un film drammatico a Leonardo DiCaprio
  - Candidatura per la migliore colonna sonora originale a Carsten Nicolai e Ryūichi Sakamoto
- 2016 – BAFTA
  - Miglior film
  - Miglior regista a Alejandro González Iñárritu
  - Miglior attore protagonista a Leonardo DiCaprio
  - Migliore fotografia a Emmanuel Lubezki
  - Miglior sonoro a Lon Bender, Chris Duesterdiek, Martin Hernandez, Frank A. Montaño, Jon Taylor, Randy Thom
  - Candidatura per la migliore colonna sonora a Carsten Nicolai e Ryūichi Sakamoto
  - Candidatura per il miglior montaggio a Stephen Mirrione
  - Candidatura per il miglior trucco e acconciatura a Sian Grigg, Duncan Jarman e Robert Pandini
- 2016 – Critics Choice Movie Awards
  - Miglior attore protagonista a Leonardo DiCaprio
  - Miglior fotografia a Emmanuel Lubezki
  - Candidatura per il miglior film
  - Candidatura per il miglior regista a Alejandro González Iñárritu
  - Candidatura per il miglior attore non protagonista a Tom Hardy
  - Candidatura per il migliore montaggio a Stephen Mirrione
  - Candidatura per il miglior trucco a Sian Grigg, Duncan Jarman e Robert Pandini
  - Candidatura per la migliore colonna sonora a Carsten Nicolai e Ryūichi Sakamoto
  - Candidatura per i migliori effetti speciali
- 2016 – Directors Guild of America Award
  - Miglior regia a Alejandro González Iñárritu
- 2016 – Producers Guild of America Award
  - Candidatura per il Miglior film
- 2016 – Screen Actors Guild Award
  - Miglior attore protagonista a Leonardo DiCaprio
- 2016 - MTV Movie Awards[68]
  - Miglior performance maschile a Leonardo DiCaprio
  - Candidatura per il miglior film basato su una storia vera
  - Candidatura per il miglior cattivo a Tom Hardy
  - Candidatura per il miglior combattimento a Leonardo DiCaprio e l'orso

## Differenze con la storia vera

Illustrazione di Hugh Glass aggredito da un orso grizzly nel 1823

Revenant - Redivivo è parzialmente ispirato alla vita del cacciatore di pelli Hugh Glass, che era già stato fonte d'ispirazione per un'altra pellicola, Uomo bianco, va' col tuo dio! (Man in the Wilderness) del 1971. Non sempre sono certe e verificabili le notizie sulla sua vita in quanto si sospetta che molto sia frutto di leggenda o esagerazioni.
Il personaggio di Hawk, ovvero il figlio di Glass che ha un ruolo importante nella storia, è di pura fantasia: probabilmente Glass sposò davvero una nativa Pawnee, ma non ci sono prove che abbia avuto un figlio, e anche se è possibile, di certo non era con lui nella spedizione del 1823. Non ci sono neanche testimonianze sul fatto che Glass avesse ucciso un ufficiale dell’esercito americano, come invece viene detto nel film. Altri personaggi importanti, come Jim Bridger, il capitano Henry, e l'antagonista John Fitzgerald, invece sono esistiti realmente.
Nonostante tutto il film si svolga in inverno nel Nord Dakota, nella realtà l'avventura di Glass iniziò in estate e nel Sud Dakota, il che porta una differenza significativa all'ambientazione. Glass fu attaccato da un orso grizzly nei pressi del Grand River nell'agosto 1823; non è noto precisamente come si concluse il noto attacco: la maggior parte delle fonti dice che l'orso fu ucciso dai compari di Glass attirati dalle grida (alcune nominano tra di essi unicamente Fitzgerald e Bridger), mentre egli tentava di difendersi con un coltello; altre invece attribuiscono l'uccisione dell'animale a Glass stesso, ed è così che viene mostrato nel film.
Il capitano Henry decise di lasciare Fitzgerald e Bridger con l'intrasportabile Glass per assisterlo fino alla morte, seppellirlo e dopo raggiungere gli altri a Fort Henry, e in cambio avrebbero ricevuto una somma di 40 dollari a testa (equivalente a due o tre mesi di paga, mentre nel film sono addirittura 100). Dopo cinque giorni, Glass era ancora vivo; Fitzgerald e Bridger, sapendo di essere in pericolo per via degli indiani presenti in quella zona, lo abbandonarono, considerando che sarebbe comunque morto in poco tempo. Glass riuscì però a sopravvivere, e cominciò lentamente a spostarsi, deciso a vendicarsi degli uomini che lo avevano abbandonato. Nel film invece vuole vendicarsi unicamente di Fitzgerald per aver ucciso il figlio.
Mentre nel film Glass viene condotto al forte dopo essere stato trovato dai compagni, nella realtà venne soccorso da un gruppo di indiani Lakota, che lo rifornirono di cibo, armi e una barca per solcare le acque del Cheyenne River. Navigando verso sud, dopo aver percorso circa 400 chilometri, raggiunse Fort Kiowa a metà ottobre. Da qui, si diresse verso Fort Henry alla ricerca di Fitzgerald e Bridger. Una volta raggiunto il forte trovò Bridger, ma decise di perdonarlo per la sua giovane età, convinto che il vero responsabile del suo abbandono fosse Fitzgerald, trasferitosi a Fort Atkinson. Venne riassunto nella compagnia e raggiunse Fort Atkinson solo due mesi dopo, nel giugno del 1824. Fitzgerald si era però arruolato nell'esercito e il suo "status" di soldato ne garantiva l'immunità. Glass, per non subire la condanna a morte per aver ucciso un militare, dovette pertanto desistere dai propositi di vendetta, ma in compenso ricevette 300 dollari e riottenne indietro il suo fucile, sottrattogli da Fitzgerald durante l'abbandono.
Un'altra differenza riguarda la morte del capitano Henry: nel film viene ucciso da Fitzgerald, mentre nella realtà morì di polmonite nel 1838.

### Differenze rispetto alla trama del romanzo
Sono molti i punti di scostamento dalla trama del libro: 
- Nel film c'è una moglie uccisa dai soldati USA e un figlio assassinato dall'uomo che doveva assisterlo, che motivano la vendetta e sono alla base della filosofia della frontiera, vista con i nostri occhi: indiani crudeli ma motivati ("ci avete rubato tutto, la terra, gli animali, mia figlia"), bianchi crudeli senza una causa, che non sia l'avidità.
- Nel libro ci sono due forti e numerosi avamposti commerciali in cui si rincorrono i protagonisti. Nessuna brigata francese. Per dare più fluidità al racconto, quando Glass viene trovato, è a poche miglia dal forte, dove sono riparati anche Fitzgerald e il capitano Ashley.
- Finale: nel libro Fitz si arruola e il maggiore, un personaggio stupido e arrogante, inventato da Punke ma non recepito da Iñárritu, comandante del forte, lo protegge, in quanto soldato americano. Glass cerca di ucciderlo ma finisce in prigione. La vendetta non si compie, mentre nel film Di Caprio abbandona Hardy già pugnalato a morte, lasciando la vendetta agli indiani, che prontamente lo scalpano e lo sgozzano.